# برايان كلارك (لاعب كرة قدم بريطاني)
برايان كلارك (بالإنجليزية: Brian Clarke)‏ (10 أكتوبر 1968 - ) هو لاعب كرة قدم بريطاني في مركز الدفاع. لعب مع نادي غيلينغهام.